# Tetreuaresta copiosa
Tetreuaresta copiosa är en tvåvingeart som beskrevs av Erich Martin Hering 1942. Tetreuaresta copiosa ingår i släktet Tetreuaresta och familjen borrflugor. Inga underarter finns listade i Catalogue of Life.